# Lockheed Model 14 Super Electra
Lockheed Model 14 Super Electra, hay thông dụng hơn là Lockheed 14, là một loại máy bay chở khách và hàng hóa do hãng Lockheed Aircraft Corporation chế tạo vào cuối thập niên 1930.

## Quốc gia sử dụng

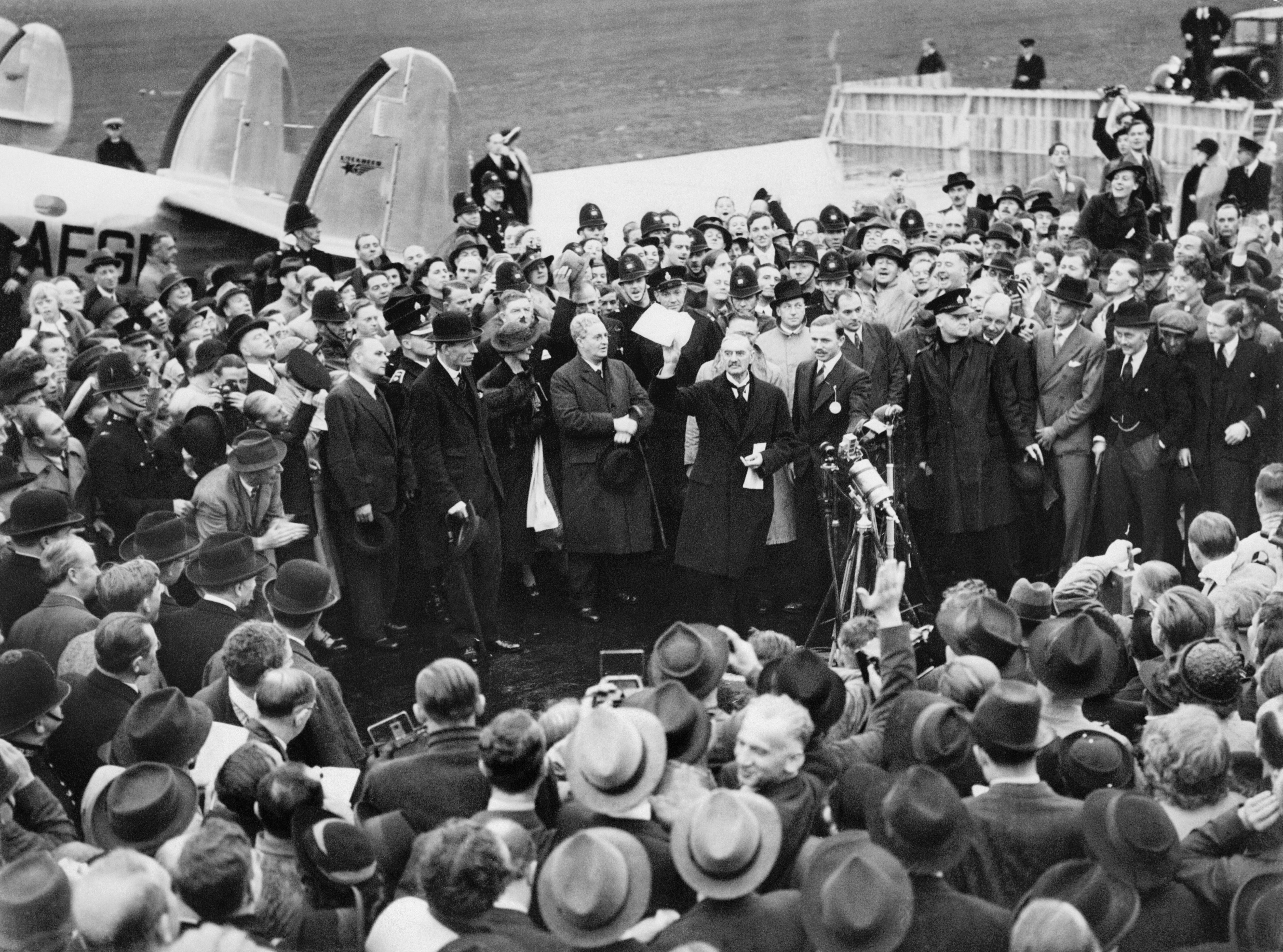
British Airways G-AFGN trong một sự kiện quan trọng của năm 1938, lễ ký hiệp ước Munich

### Dân sự
Úc
- Guinea Airways
- Qantas Empire Airways

 Bỉ
- SABENA (ở châu Phi)
- John Mahieu Aviation (sau chiến tranh)

 Brasil
- Aerovias Brasil
- Linhas Aéreas Paulistas – LAP

 Canada
- Trans-Canada Air Lines
- Canadian Pacific Air Lines

 Dutch East Indies
- KNILM (Royal Netherlands Indian Airways)

 Pháp
- Air Afrique
- Air France

 Honduras
- TACA Airways System

 Ireland
- Aer Lingus Teoranta

 Nhật Bản
- Japan Air Transport
- Imperial Japanese Airways

 Hà Lan
- KLM

 Ba Lan
- LOT Polish Airlines

 Bồ Đào Nha
- DETA Mozambique Airways

 România
- LARES

 Trinidad and Tobago
- British West Indian Airways

 Anh Quốc
- British Airways Ltd.
- BOAC (British Overseas Airways Corporation)

 Hoa Kỳ
- Northwest Airlines
- Continental Air Lines
- Santa Maria Airlines

 Venezuela
- Línea Aeropostal Venezolana (LAV)

### Quân sự
Canada
- Không quân Hoàng gia Canada

 Nhật Bản
- Lục quân Đế quốc Nhật Bản

 South Africa
- Không quân Nam Phi

 Hoa Kỳ
- Không quân Lục quân Hoa Kỳ
- Hải quân Hoa Kỳ

## Tính năng kỹ chiến thuật (Model 14-WF62 Super Electra)
Đặc điểm tổng quát
- Kíp lái: 2
- Sức chứa: 12 hành khách
- Chiều dài: 44 ft 4 in (13,2 m)
- Sải cánh: 65 ft 6 in (19,97 m)
- Chiều cao: 11 ft 5 in (3,48 m)
- Diện tích cánh: 551 ft² (51,2 m²)
- Trọng lượng rỗng: 10,750 lb (4.886 kg)
- Trọng lượng có tải: 15.650 lb (7.114 kg)
- Trọng lượng cất cánh tối đa: 17.500 lb (7.955 kg)
- Động cơ: 2 × Wright SGR-1820-F62, 760 hp (567 kW)  mỗi chiếc

 Hiệu suất bay 
- Vận tốc cực đại: 250 mph (402 km/h)
- Tầm bay: 2.125 mi (3.420 km)
- Trần bay: 24.500 ft (7.649 m)
- Tải trên cánh: 28 lb/ft² (139 kg/m²)
- Công suất/trọng lượng: 0,10 hp/lb (0,16 kW/kg)